# Mossy River (Saskatchewan River)
Der Mossy River ist ein etwa 200 km langer linker Nebenfluss des Saskatchewan River in der kanadischen Provinz Saskatchewan. 

## Flusslauf
Der Mossy River entspringt östlich des Cub Lake auf einer Höhe von 670 m. Das Quellgebiet liegt 150 km nordöstlich der Stadt Prince Albert unweit des Saskatchewan Highway 106 (Prince Albert–Flin Flon). Der Mossy River fließt in überwiegend ostsüdöstlicher Richtung durch den Osten der Provinz Saskatchewan. Nördlich des Flusslaufs liegen die beiden größeren Seen Big Sandy Lake und Seager Wheeler Lake. Der Mossy River trifft schließlich auf einen linken Flussarm des Saskatchewan River, der später in den Cumberland Lake mündet. Der Mossy River bildet an seinem Oberlauf ein stark mäandrierendes Verhalten mit zahlreichen Flussschlingen aus. Das Einzugsgebiet des Mossy River umfasst eine Fläche von etwa 3.750 km².